# Albino Sanz
Albino Sanz Sanz. Escritor español. Doctor en Filosofía y Letras. Fue miembro y secretario de la Asociación de Escritores Regionalistas Castellanos en 1936.
En la década de 1950, Albino Sanz fue presidente de Centro Segoviano de Madrid.

## Obras
- "Marazuela, el genio vivo de la guitarra", en Cultura Segoviana, n.º 7, junio de 1932. <http://www.sanpedrodegaillos.com/admin/files/contenidos/252_20180911140432a08accc161ddd616eecd87d994bd942b.pdf>
- Grietas de Castilla
- Prólogo, en Poesía de las estaciones en Castilla (1952), de Manuel Trapero